# Глубокое (озеро, Северо-Казахстанская область)
Глубокое (каз. Глубокое) — озеро в Кызылжарском районе Северо-Казахстанской области Казахстана. Находится в 2 км к северо-западу от села Налобино.
По данным топографической съёмки 1940-х годов, площадь поверхности озера составляет 1,13 км². Наибольшая длина озера — 1,2 км, наибольшая ширина — 1,2 км. Длина береговой линии составляет 3,8 км, развитие береговой линии — 1. Озеро расположено на высоте 133,9 м над уровнем моря.
Озеро входит в перечень рыбохозяйственных водоёмов местного значения.